# Янчайтите, Татьяна Йоновна
Татьяна Йоновна Янчайтите — советский хозяйственный, государственный и политический деятель.

## Биография
Родилась в 1911 году в Литве. Член КПСС.
С 1929 года — на хозяйственной, общественной и политической работе. В 1929—1973 гг. — участница революционного движения в Литве на подпольном положении, первый секретарь Шакяйского уездного комитета КП Литвы, первый секретарь Кедайнского райкома КП Литвы, министр социального обеспечения Литовской ССР.
Избиралась депутатом Верховного Совета СССР 3-го созыва, Верховного Совета Литовской ССР 5-8-го созывов. Делегат XX съезда КПСС.
Умерла в Вильнюсе в 1999 году.